# Francisco Arcis
Pour les articles homonymes, voir Arcis.
Francisco Arcis, né le 16 novembre 1961 à Valence en Espagne, est un écrivain français. Auteur jeunesse, il a aussi écrit plusieurs romans pour adultes.

## Biographie
Né en 1961 à Valencia, il arrive en France un an après. Il passera son enfance et son adolescence à Saint-Étienne.
En 1981, il s'installe dans le Doubs, dans le petit village de Saint-Hippolyte. Autodidacte, il enchaîne plusieurs petits boulots, tels qu'ouvrier, ou encore laveur de carreaux. Il trouvera sa vocation dans le métier d'éducateur spécialisé, qu'il exerce toujours, parallèlement à son métier d'écrivain.
De ce contact avec les jeunes, mais aussi de sa propre enfance, naît le désir d'écrire pour la jeunesse et pour les adultes.
En 1996, il publie son premier roman Adam aux éditions Marie-Noëlle.
En 1998, paraît aux éditions Magnard son premier roman jeunesse, La Peur du Loup, et en octobre 2000, chez le même éditeur, Le Canon du diable.
Il publiera par la suite une quinzaine d'autres romans, dont une série de cinq romans, dont le dernier tome est paru en 2011.

## Vie privée
Francisco Arcis est marié et a deux enfants. Sa fille aîné, Isaline Arcis, elle est aussi écrivain. Tandis que son fils, Jean Arcis est membre et créateur du collectif de parkour Kongers Crew.